# Мала Берестовиця

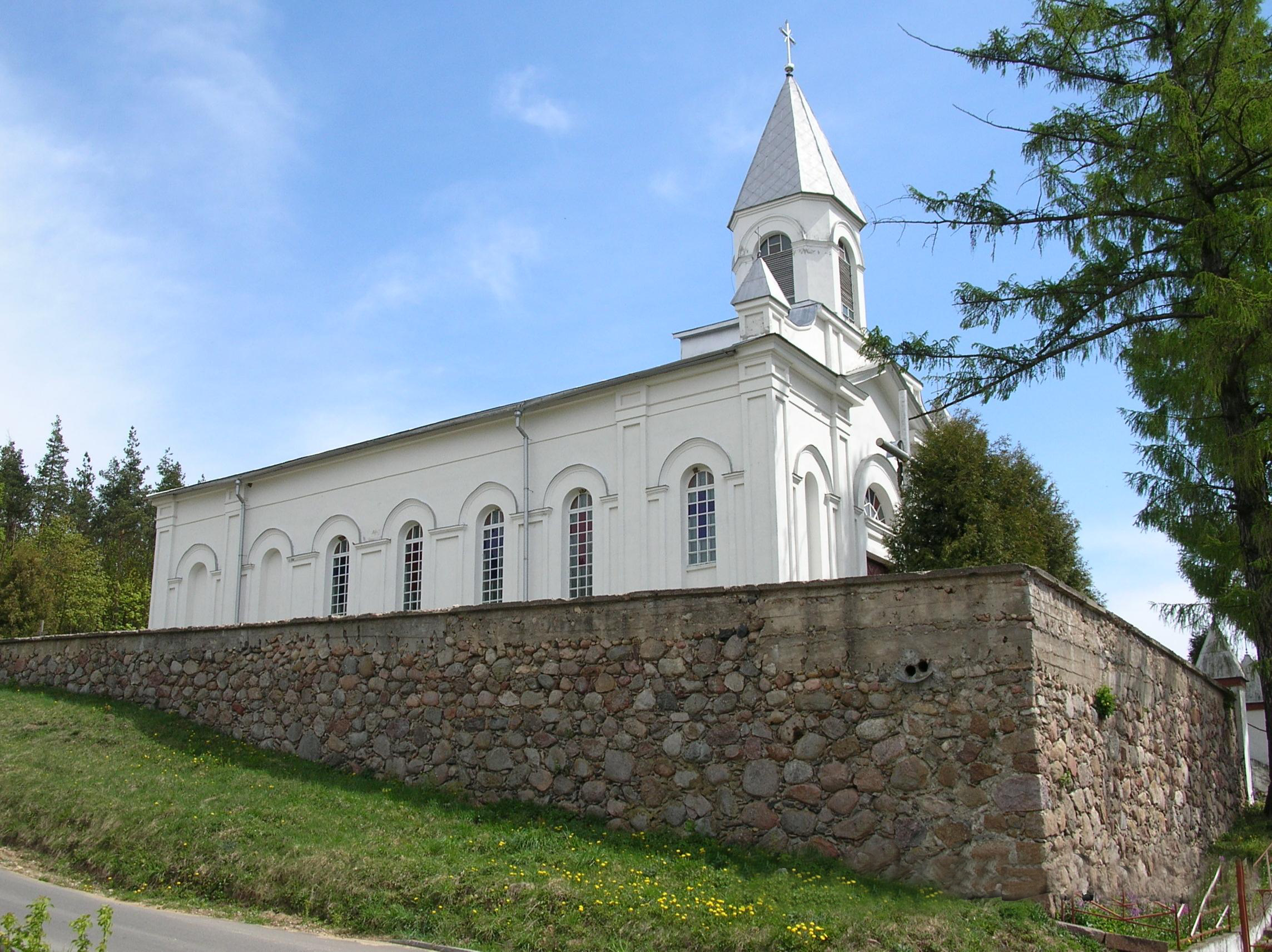
Костел Святого Антонія Подуанського

Мала Берестовиця (біл. Малая Бераставіца) — село в складі Берестовицького району Гродненської області, Білорусь. Село є центром Малоберестовицької сільської ради, розташоване у західній частині області.